# Ulysses (Pennsilvània)
Ulysses és una població dels Estats Units a l'estat de Pennsilvània. Segons el cens del 2000 tenia 684 habitants.

## Demografia
Segons el cens del 2000, Ulysses tenia 684 habitants, 268 habitatges, i 183 famílies. La densitat de població era de 66 habitants/km².
Dels 268 habitatges en un 31,3% hi vivien nens de menys de 18 anys, en un 52,6% hi vivien parelles casades, en un 12,3% dones solteres, i en un 31,7% no eren unitats familiars. En el 26,5% dels habitatges hi vivien persones soles el 13,8% de les quals corresponia a persones de 65 anys o més que vivien soles. El nombre mitjà de persones vivint en cada habitatge era de 2,55 i el nombre mitjà de persones que vivien en cada família era de 3,07.
Per edats la població es repartia de la següent manera: un 29,2% tenia menys de 18 anys, un 9,4% entre 18 i 24, un 25,3% entre 25 i 44, un 19,7% de 45 a 60 i un 16,4% 65 anys o més.
L'edat mediana era de 33 anys. Per cada 100 dones de 18 o més anys hi havia 82 homes.
La renda mediana per habitatge era de 23.971$ i la renda mediana per família de 27.813$. Els homes tenien una renda mediana de 27.292$ mentre que les dones 20.694$. La renda per capita de la població era de 11.602$. Entorn del 25,6% de les famílies i el 34,2% de la població estaven per davall del llindar de pobresa.

## Poblacions més properes
El següent diagrama mostra les poblacions més properes.